# Борис Ахтаров
Борис Тодоров Ахтаров е български ботаник систематик, геоботаник и билколечител, доктор на биологичните науки.

## Биография
Роден е на 4 февруари 1885 г. в Трън. През 1908 г. завършва естествени науки в Софийския университет. От 1931 г. е асистент, от 1937 г. – уредник, а в периода 1947 – 1950 г. е главен уредник на Ботаническия отдел на Природонаучния музей в София. От 1950 г. е старши научен сътрудник и завеждащ секция по систематика на растенията в Ботаническия институт при Българска академия на науките. Умира на 10 януари 1959 г. в София.
Автор е на множество научни публикации, сред най-известните му са монографиите върху българските карамфили, метличини, род Власатка, род Ливадина – „Флората на българското царство. Определител на родовете по Линея“ (1912), „Материали за Български ботаничен речник“ (1939, по материали събрани съвместно с Божидар Давидов и Анани Явашов).